# Coubueira
Coubueira (llamada oficialmente Santa María Madanela da Couboeira) es una parroquia española del municipio de Mondoñedo, en la provincia de Lugo, Galicia.

## Otras denominaciones
La parroquia también es conocida por los nombres de Couboeira, Santa María Madanela de Corboeira, Santa María Magdalena da Couboeira y Santa María Magdalena de Coubueira.

## Organización territorial
La parroquia está formada por cinco entidades de población:
- Campa (A Campá)
- Campo do Arco (O Campo do Arco)
- Franca (A Franca)
- Lamegos (Os Lamegos)
- Souto (O Souto)

## Demografía
| Gráfica de evolución demográfica de Coubueira entre 2000 y 2020 |
|                                                                 |
| Datos según el nomenclátor publicado por el INE.                |